# Эбергётцен
Эбергётцен (нем. Ebergötzen) — община в Германии, в земле Нижняя Саксония.
Входит в состав района Гёттинген. Подчиняется управлению Радольфсхаузен. Население составляет 1788 человек (на 31 декабря 2010 года). Занимает площадь 19,7 км².
| Год  | Население |
| ---- | --------- |
| 1990 | 1850      |
| 1995 | 1936      |
| 2000 | 1963      |
| 2005 | 1915      |
| 2010 | 1811      |

## Достопримечательности
- Европейский музей хлеба